# José Tomás Calvet de Magalhães
José Tomás Cabral Calvet de Magalhães (Mercês, Lisboa, 2 de Outubro de 1915 – Prazeres, Lisboa, 13 de Dezembro de 2004) foi um diplomata, historiador, tradutor e ensaísta português.

## Biografia
Nasceu a 2 de outubro de 1915, no 1.º andar do n.º 43 da Rua da Vinha, ao Bairro Alto, freguesia das Mercês, em Lisboa, filho de Manuel de Sousa Calvet de Magalhães, então de 22 anos, empregado comercial, natural de Lisboa (freguesia de São José), e de Judite Maria de Sousa Cabral Calvet de Magalhães, então de 23 anos, doméstica, natural de São João dos Montes.
Licenciado em Direito pela Universidade de Lisboa, ingressou na carreira diplomática do Ministério dos Negócios Estrangeiros em 1941, tendo exercido cargos em Washington (1945), Cantão (1947), como cônsul-geral, Paris e Roma.
A 25 de junho de 1946, casou na basílica católica romana de Montreal, no Canadá, com Olinda Hazel Oliveira, que faleceu a 6 de setembro de 2001. Do casamento nasceu em Cantão um filho, Peter Calvet de Magalhães.
Entre julho de 1971 e agosto de 1974, foi secretário-geral do Ministério dos Negócios Estrangeiros. Nesse período, participou nas negociações com os Estados Unidos acerca do acordo de utilização da Base Aérea das Lajes. Em 1974, foi nomeado embaixador de Portugal junto da Santa Sé, período durante o qual presidiu às negociações para a revisão da Concordata entre Portugal e a Santa Sé, em 1975. Em 1980, passou à disponibilidade na carreira diplomática e foi nomeado consultor do Instituto Nacional de Administração. Em 1983, participou novamente em negociações com os Estados Unidos para novo acordo sobre a utilização da Base das Lajes.
Em 1995, assumiu funções como professor associado da Universidade Autónoma de Lisboa e, em 2000, como professor convidado da Universidade Nova de Lisboa.
Foi o autor de várias obras sobre diplomacia, história e biografia, entre elas: Manual Diplomático, Breve História Diplomática de Portugal e A Diplomacia Pura.
Recebeu o Doutoramento Honoris Causa pela Universidade Nova de Lisboa em 2002/2003.
Morreu a 13 de dezembro de 2004, na freguesia dos Prazeres, em Lisboa.
Colaborou na revista Arte Opinião  (1978-1982).
À data da sua morte, era Presidente do Instituto de Estudos Estratégicos Internacionais desde 1985.

## Obras
- A responsabilidade penal do médico em caso de morte do doente (1945);
- José Acúrsio das Neves - estudo biográfico de José Calvét de Magalhães (1946);
- O Natal visto pelas crianças com Norberto Lopes (1965);
- Duarte Gomes de Solis (1966);
- História do pensamento económico em Portugal: da Idade-Média ao Mercantilismo (1967);
- A nacionalidade de Álvaro Pais (1968);
- A nação portuguesa no mundo contemporâneo (1970);
- Alessandro III riconosce il regno di Portogallo = Alexandre III reconhece o reino de Portugal  (1979);
- A diplomacia pura (1982);
- Manual diplomático: direito diplomático, prática diplomática (1985);
- Breve história diplomática de Portugal (1990);
- História das relações diplomáticas entre Portugal e os Estados Unidos da América (1776-1911) (1991);
- Macau e a China no após guerra (1992);
- José Maria, a vida privada de um grande escritor (1994);
- A diplomacia pura (1995);
- Garrett a vida ardente de um romântico (1996);
- Portugal e as Nações Unidas: a questão colonial (1955-1974)  (1996);
- Portugal na Europa: o caminho certo (1997);
- Relance histórico das relações diplomáticas luso-brasileiras (1997);
- Eça de Queiroz: a vida privada (2000);
- Diplomacia doce e amarga (2002).

## Condecorações[4][5]
- Grande-Oficial da Ordem do Mérito da República Federal da Alemanha da Alemanha Ocidental (27 de abril de 1966)
- Grã-Cruz da Ordem do Mérito Civil de Espanha (8 de junho de 1967)
- Grã-Cruz da Ordem Nacional do Cruzeiro do Sul do Brasil (29 de fevereiro de 1968)
- Grã-Cruz da Ordem do Falcão da Islândia (12 de outubro de 1968)
- Grã-Cruz da Ordem pro Merito Melitensi da Ordem Soberana e Militar de Malta (7 de junho de 1972)
- Grã-Cruz da Ordem de Rio Branco do Brasil (14 de julho de 1972)
- Grã-Cruz da Ordem Militar de Cristo de Portugal (17 de maio de 1973)